# 担保責任
担保責任（たんぽせきにん）とは、主に売買などの有償契約において、給付した目的物または権利が契約の内容に適合しない場合に、当事者間の公平を図る目的で、契約の一方当事者が負担する責任である。

## 概説
担保責任は主に有償契約において権利の供与あるいは目的物が契約の内容に適合しない場合に、相手方の保護を図るため売主など給付義務者が負うべき責任である。
従来より担保責任の種類には大きく分けて権利の瑕疵についての責任（権利の不存在や制限）である追奪担保責任（広義）と物の瑕疵についての責任（物の品質における欠陥）である瑕疵担保責任の二つがあるとされてきた。
権利の瑕疵についての責任
権利の瑕疵についての責任は、ローマ法以来、取引の相手方が権利者たる第三者から取戻し（追奪）を受けた場合の責任、追奪担保責任として概念づけられてきたものである（狭義の追奪担保責任）。ただ、日本の民法ではこれ以外の場合にも権利の瑕疵についての責任を拡張していたため、権利の不存在のほか他権利により制限を受ける場合も含めて広義の追奪担保責任と呼ばれていた。「追奪担保責任」はローマ法以来の沿革に基づく語であるが、日本の民法では権利の瑕疵についての責任は必ずしも追奪（取戻し）を要件としておらず、数量不足の場合のように追奪の概念が全く当てはまらない場合もあることから「追奪担保責任」の語は正確さを欠くという指摘されていた。
他人の権利を売買の目的とすること（いわゆる他人物売買）については、フランス民法はこれを原始的不能として契約を無効とするが、ドイツ民法ではこれを有効とする。日本の民法でも他人の権利を売買の目的とすることを有効とした上で、給付義務者（売主）はその権利を取得して相手方（買主）に移転する義務を負うとする（民法561条、旧560条）。
物の瑕疵についての責任
権利の瑕疵についての責任に対し、目的物に隠れた瑕疵がある場合の責任（物の瑕疵についての責任）を瑕疵担保責任と呼び、日本では瑕疵担保責任を定めていた旧570条が担保責任の中でも中心的位置を占め、契約法上において重要な意味を持つ条文とされていた。
日本の2017年の改正民法は、契約等の成立前からある原始的な欠陥（瑕疵）に限らず、後発的な欠陥も含めた責任を指す「契約不適合」に拡張したため、「瑕疵」の文言はすべて「契約不適合」に置き換えられた（2020年4月1日施行）。

## 日本の民法上の担保責任（現行法）
- 民法の条文は、以下で条数のみ記載する。以下、この節は2017年に成立した改正民法（2020年4月1日施行）による。

### 契約不適合責任

#### 性質
2017年の改正前の民法の担保責任は債務不履行責任とは異なる性質の責任とされていた。2017年の改正民法では契約等の成立前からある原始的な欠陥（瑕疵）に限らず、後発的な欠陥も含めた責任を指す「契約不適合」に拡張した（2020年4月1日施行）。これにより法定責任としての担保責任と売主に帰責事由がある場合の契約責任はまとめられ債務不履行責任へ統合された（ただし担保責任には期間制限など一部特別の規定がある）。
契約不適合がある場合、買主に追完請求権、代金減額請求権、損害賠償請求権、契約解除権等が認められる。
原則として売主の帰責事由は要求されていない。無過失責任である理由は契約の有償性によるものとされる。ただし、買主が売主に損害賠償を請求する場合は売主の帰責事由が必要である（564条・415条1項ただし書）。
一方、買主に帰責事由がある場合は責任追及が制限される（562条2項・563条3項・564条）。
担保責任により契約解除権・代金減額請求権が行使された場合に当事者間に対立する債務が生じた場合には同時履行の関係に立つ（533条。なお、2017年に成立した改正民法で条文が整理され旧571条は削除された）。

#### 担保責任と特約
担保責任に関する規定は強行法規ではないので特約で軽減あるいは免責することができる。ただし、担保責任について免責する特約をしたときであっても、売主が知りながら告げなかった事実及び自ら第三者のために設定し又は第三者に譲り渡した権利については売主は免責されない（572条）。なお、担保責任を加重する特約も有効である。また、商法第526条、消費者契約法第8条、宅地建物取引業法第40条、住宅品質確保法第94~97条に特則があり、民法の原則を修正している。

#### 担保責任と錯誤との関係
2017年の民法改正前から担保責任と錯誤の関係について議論があった。担保責任と錯誤の関係については両者は趣旨・要件を異にするとして選択的に主張しうると解する見解もあるが、担保責任の存続期間（2017年の民法改正後は売買の目的物の種類または品質に契約不適合がある場合の存続期間）が1年と短い関係上、通説は担保責任の存続期間終了後に錯誤無効（2017年の民法改正後は錯誤による取消し）を主張しうるのは民法の趣旨に反するとして担保責任の要件を満たす限り錯誤の規定は排斥される（瑕疵担保責任優先説）とみていたが、判例は要素の錯誤が成立する場合には瑕疵担保責任は排斥されるとした（錯誤優先説。最判昭33・6・14民集12巻9号1492頁）。ただし、判例は実質的には選択可能説の立場をとっているという見解もある。
2017年の民法改正後は錯誤の効果が無効から取消しになり、取消権の期間制限の規定（126条）が適用されることから（2020年4月1日施行）、選択可能説の問題点が緩和されるという指摘がある。

### 権利に関する契約不適合
売買の目的である権利の全部または一部が他人に属する場合のように、売主が買主に移転する権利に契約不適合がある場合、買主に追完請求権、代金減額請求権、損害賠償請求権、契約解除権等が認められる。

#### 追完請求権
売主が買主に移転した権利が契約の内容に適合しないものである場合（権利の一部が他人に属する場合においてその権利の一部を移転しないときを含む。）は、買主は、売主に対し、履行の追完を請求することができる（565条・562条1項）。
例えば、売買の目的となった土地に他人の制限物権（地上権や抵当権など）が存在していた場合や売買の目的となった土地のために存在するとされていた権利（地役権など）が存在しなかった場合などである。
ただし、不適合が買主の帰責事由によるものであるときは、履行の追完の請求をすることができない（565条・562条2項）。

#### 代金減額請求権
買主は相当の期間を定めて履行の追完の催告をし、その期間内に履行の追完がないときは、買主は、その不適合の程度に応じて代金の減額を請求することができる（565条・563条1項）。
ただし、次に掲げる場合には、買主は、同項の催告をすることなく、直ちに代金の減額を請求することができる（565条・563条2項）。
1. 履行の追完が不能であるとき。
2. 売主が履行の追完を拒絶する意思を明確に表示したとき。
3. 契約の性質又は当事者の意思表示により、特定の日時又は一定の期間内に履行をしなければ契約をした目的を達することができない場合において、売主が履行の追完をしないでその時期を経過したとき。
4. 前三号に掲げる場合のほか、買主が前項の催告をしても履行の追完を受ける見込みがないことが明らかであるとき。

ただし、不適合が買主の帰責事由によるものであるときは、代金の減額の請求をすることができない（565条・563条3項）。

#### 損害賠償請求権
買主は415条の規定により損害賠償を請求できる（565条・564条・415条1項本文）。損害賠償を請求するには売主に帰責事由があることが必要である（564条・415条1項ただし書）。2017年の改正民法で損害賠償の範囲は履行利益に及ぶとされた。

#### 契約解除権
買主は541条・542条の規定により契約の解除権を行使できる（565条・564条・541条・542条）。

#### 期間制限
権利に関する契約不適合の場合、買主の追及できる権利は債権の消滅時効の一般原則により、権利を行使できることを知った時から5年、権利を行使できる時から10年のいずれか早い方までに行使しなければ消滅する（166条1項）。

### 物に関する契約不適合
売買の目的物の種類・品質・数量に契約不適合がある場合、買主には追完請求権、代金減額請求権、損害賠償請求権、契約解除権が認められる。

#### 追完請求権
引き渡された目的物が種類、品質又は数量に関して契約の内容に適合しないものであるときは、買主は、売主に対し、目的物の修補、代替物の引渡し又は不足分の引渡しによる履行の追完を請求することができる。ただし、売主は、買主に不相当な負担を課するものでないときは、買主が請求した方法と異なる方法による履行の追完をすることができる（562条1項）。
ただし、不適合が買主の帰責事由によるものであるときは、履行の追完の請求をすることができない（562条2項）。

#### 代金減額請求権
買主は相当の期間を定めて履行の追完の催告をし、その期間内に履行の追完がないときは、買主は、その不適合の程度に応じて代金の減額を請求することができる（563条1項）。
ただし、次に掲げる場合には、買主は、同項の催告をすることなく、直ちに代金の減額を請求することができる（563条2項）。
1. 履行の追完が不能であるとき。
2. 売主が履行の追完を拒絶する意思を明確に表示したとき。
3. 契約の性質又は当事者の意思表示により、特定の日時又は一定の期間内に履行をしなければ契約をした目的を達することができない場合において、売主が履行の追完をしないでその時期を経過したとき。
4. 前三号に掲げる場合のほか、買主が前項の催告をしても履行の追完を受ける見込みがないことが明らかであるとき。

代金減額請求権は売主の帰責事由の有無にかかわらず認められる。ただし、不適合が買主の帰責事由によるものであるときは、代金の減額の請求をすることができない（563条3項）。
なお、数量超過の場合であっても、売主保護の特別規範というものが存在しない以上、当事者の意思表示の解釈によるべきであり売主には当然には代金増額請求権は認められない（通説・判例。大判明41・3・18民録14輯295頁、最判平13・11・27民集55巻6号1380頁）。

#### 損害賠償請求権
買主は415条の規定により損害賠償を請求できる（565条・415条1項本文）。損害賠償を請求するには売主に帰責事由があることが必要である（564条・415条1項）。
2017年の改正民法で損害賠償の範囲は履行利益に及ぶとされた。2017年の改正前は学説には信頼利益説（原則として信頼利益の範囲に限られる）、契約履行利益説（原則として履行利益に及ぶ）、対価的制限説（代金額の範囲に限定される）があり対立していた。

#### 契約解除権
買主は541条・542条の規定により契約の解除権を行使できる（564条・541条・542条）。

#### 期間制限
売買の目的物の種類または品質に契約不適合がある場合、買主がその不適合を知った時から一年以内にその旨を売主に通知しないときは、買主は、その不適合を理由として、履行の追完の請求、代金の減額の請求、損害賠償の請求及び契約の解除をすることができない。ただし、売主が引渡しの時にその不適合を知り、又は重大な過失によって知らなかったときは、この限りでない（566条）。
売買の目的物の数量に契約不適合がある場合、買主の追及できる権利は債権の消滅時効の一般原則により、権利を行使できることを知った時から5年、権利を行使できる時から10年のいずれかが経過すると消滅する（166条1項）。

### 特別法上の特則
- 商人間の場合の特則

商人間の売買において、買主はその売買の目的物を受領したときは、遅滞なくその物を検査しなければならず、検査を怠った場合や、あるいは検査により瑕疵を発見したときは、直ちに売主に対してその旨の通知をしなければ、瑕疵を理由とした担保責任の追及はできない（商法526条）。
- その他の特則

消費者契約が有償である場合において、当該消費者契約の目的物に隠れた瑕疵があるときに、当該瑕疵により消費者に生じた損害を賠償する事業者の責任の全部を免除する特約は、無効である（消費者契約法8条）。
宅地建物の売買において、売主が宅地建物取引業者で、買主が宅地建物取引業者でない者の場合、瑕疵担保責任について民法の規定よりも買主に不利となる特約は無効である。ただし例外として、瑕疵担保責任の期間を引渡しの日から2年以上とする特約は認められる（宅地建物取引業法40条）。
新築住宅の売主・請負人は、買主・注文者に引渡したときから10年間、住宅の構造耐力上主要な部分等の隠れた瑕疵について担保責任を負う。特約により担保責任の期間を20年まで延長できるが、10年未満への短縮はできない（住宅品質確保法94~97条）。

### 競売における担保責任
競売においてはその結果を確実にして事後の紛争を生じさせないよう売主の担保責任が軽減されている。
- 物や権利の全部または一部の不存在
  - 民事執行法その他の法律の規定に基づく競売における買受人は、541条、542条、563条の規定により、債務者に対し、契約の解除をし、又は代金の減額を請求することができる（568条第1項）。2017年の改正前民法の568条1項では「強制競売」となっていたが、本条は担保権の実行による任意競売にも適用があるとされていた（通説・判例。大判大8・5・3民録25輯729頁）[31][32]。2017年の改正民法で「強制競売」から「民事執行法その他の法律の規定に基づく競売」に改められ、担保権の実行による競売や公売も含まれることが明文化された[22]。この場合において、債務者が無資力であるときは、買受人は代金の配当を受けた債権者に対し、その代金の全部・一部の返還を請求することができる（568条第2項）。
  - 合意による売買との違いは競売の場合には原則として損害賠償が認められないことである[33]。ただし、債務者が物若しくは権利の不存在を知りながら申し出なかったとき、又は債権者がこれを知りながら競売を請求したときは、買受人はこれらの者に対し損害賠償の請求をすることができる（568条第3項）。
  - 以上は2017年の改正前民法の権利の瑕疵の場合に相当する。
- 目的物の種類又は品質に関する不適合
  - 目的物の種類又は品質に関する不適合の場合は契約不適合責任は排斥される（568条第4項）。
  - 2017年の改正前民法でも物の瑕疵の場合は担保責任が排斥されていた（旧570条ただし書）。

### 債権の売主の担保責任
債権の売主が債務者の資力を担保したときは、契約の時における資力を担保したものと推定される（569条第1項）。ただし、弁済期に至らない債権の売主が債務者の将来の資力を担保したときは、弁済期における資力を担保したものと推定される（569条第2項）。

### 各種契約等の担保責任
担保責任の規定は民法第三編第二章第三節第二款の「売買の効力」の中に規定されており売買契約に適用されるほか、他の有償契約にも準用される（559条本文）。さらに個々の契約類型において特則がある。
なお、2017年の改正前民法では、無償契約について、贈与契約の贈与者は受贈者に担保責任を負わず、贈与者がその瑕疵又は不存在を知りながら受贈者に告げなかったときには担保責任を負うとされており（旧551条1項）、使用貸借契約にも準用されていた（596条）。2017年の改正民法で551条は担保責任の規定から引渡義務等の規定に改められ、使用貸借契約にも準用される（596条）（2020年4月1日施行）。ただし、負担付贈与の場合には担保責任が課されている（551条2項）。

#### 贈与契約の場合
負担付贈与の場合は、負担の限度において有償契約と同様の性質があることから、贈与者は負担の限度で売買契約の売主と同じ担保責任を負う（551条2項）。

#### 消費貸借契約の場合
2017年の改正前民法では利息付消費貸借契約の場合（旧590条1項）と無利息の消費貸借契約の場合（旧590条2項）に分けて規定があった。
2017年の改正民法で売買の担保責任の規定が改正され、有償契約である利息付消費貸借にもその担保責任を準用することになった（559条）。なお、2017年の改正民法では利息の特約の有無にかかわらず、貸主から引き渡された物が種類又は品質に関して契約の内容に適合しないものであるときは、借主は、その物の価額を返還することができるとする（590条2項）（2020年4月1日施行）。

#### 請負契約の場合
請負契約の場合、2017年の改正前民法では634条以下に売買の担保責任とは異なる請負人の担保責任が規定されていた。しかし、2017年の改正民法で請負契約の場合も原則として債務不履行責任等の一般規定、売買の担保責任に関する規定が準用されることになった（559条）（2020年4月1日施行）。
請負契約の場合には以下のような制限がある。
- 契約不適合が注文者の供した材料の性質又は注文者の与えた指図によって生じた場合は、履行の追完の請求、報酬の減額の請求、損害賠償の請求及び契約の解除をすることができない（請負人がその材料又は指図が不適当であることを知りながら告げなかったときを除く）（636条）。
- 注文者がその不適合を知った時から一年以内にその旨を請負人に通知しないときは、注文者は、その不適合を理由として、履行の追完の請求、報酬の減額の請求、損害賠償の請求及び契約の解除をすることができない（仕事の目的物を注文者に引き渡した時（その引渡しを要しない場合にあっては、仕事が終了した時）において、請負人が同項の不適合を知り、又は重大な過失によって知らなかったときを除く）（637条）。

#### 共同相続の場合
契約関係ではないが相続人が複数いる共同相続において、遺産分割で相続した財産に物の瑕疵や権利の瑕疵があった場合は、他の共同相続人に対して売買契約の場合と同様の担保責任を主張することができる（共同相続人が他の共同相続人に対して相互に担保責任を負う）（911条）。

## 日本の民法上の担保責任（旧制度）

### 権利の瑕疵についての責任（追奪担保責任）

#### 権利の全部が他人に属する場合
旧561条は権利の全部が他人に属する場合の担保責任について定めていた。無過失責任であり売主の過失は不要である（通説・判例。大判大10・6・9民録27輯1122頁）。
- 契約解除権

上の場合において給付義務者（売主）がその権利を相手方（買主）に移転できない場合は、相手方（買主）は契約の解除ができる（旧561条前段）。催告は不要である。移転不能か否かは社会観念・取引通念によって判断される。また、移転不能は原始的不能に限らず後発的不能でもよい（大判大10・11・22民録27輯1978頁、最判昭25・10・26民集4巻10号497頁）。
買主に帰責事由があるときは解除権は認められない（通説・判例。最判昭17・10・2民集21巻939頁）。相手方（買主）が権利者から直接目的物の権利を譲り受けたために給付義務者（売主）が給付義務を履行できなくなったときは相手方（買主）に解除権は認められない（大判昭17・10・2民集21巻939頁）。
- 損害賠償請求権

相手方（買主）は目的物が他人の権利であることを知っていたときは損害賠償の請求をすることができないが、知らなかった場合には損害賠償を請求できる（旧561条後段）。解除権と併せて行使しうる（通説）。
- 期間制限

旧561条の担保責任の期間制限については特に定められていなかった。一般には旧563条の場合と異なって権利が他人に帰属するものであることの立証は容易であり、権利行使期間を短期間に限定する必要がないことが理由とされる。しかし、このような説明については説得的な正当化とはいえないとの指摘もあった。期間制限について特に定めがないことから、一般原則に従って10年の消滅時効（167条1項）にかかるとされていた。
- 善意の売主の保護

給付義務者（売主）が他人の権利であることを知らなかった場合（善意）は、給付義務者（売主）が契約を解除できる（旧562条）。ただし、先に述べた通り、この旧562条は善意の売主の保護のための規定であり、厳密には担保責任について定めた規定ではない。
なお、他人物売買において追奪担保責任と債務不履行責任は互いに成立要件に差異があることから要件を満たす限りいずれを主張することもできるとされていた。また後発的不能の場合に売主に帰責事由がある場合には、旧561条の担保責任のほか債務不履行責任を追及しうるとされていた（最判昭41・9・8民集20巻7号1325頁）。

#### 権利の一部が他人に属する場合
旧563条は売買等の有償契約の目的である権利の一部が他人の権利であるため、給付義務者（売主）がその部分の権利を相手方（買主）に移転できない場合の担保責任について定める。移転不能の意義は旧562条の場合と同じである。
- 代金減額請求権

相手方（買主）はその不足する部分の割合に応じて代金の減額を請求できる（旧563条第1項）。代金減額請求権は本質的には契約の一部解除である。客観的価格の均衡が成立すべきであり代金減額請求において相手方の善意・悪意は問わず、売主の帰責事由も不要である。代金を支払済の場合にも返還請求しうる。
- 契約解除権

残存する部分のみであれば相手方（買主）がこれを買い受けなかったときは、善意の買主は契約を解除できる（旧563条第2項）。悪意の買主は移転不能を予期しえた立場にあることから解除権は認められていなかった。
- 損害賠償請求権

相手方（買主）は、権利の一部が他人の権利であることを知らなかった場合のみ、損害賠償を請求できる（旧563条第3項）。
- 期間制限

買主が善意であったときは事実を知った時から、悪意であったときは契約の時から、それぞれ1年以内に行使しなければならないとされていた（旧564条）。ここでいう「事実を知った時」とは相手方（買主）が給付義務者（売主）の担保責任を追及しうる程度に確実な事実関係を認識するに至った時点をいう（最判平13・2・22判時1745号85頁）。ただし、相手方（買主）が事実を知るに至った場合であっても、その責めに帰すことのできない事由によって給付義務者（売主）が誰か知らない場合には、その売主を知った時となる。
判例によれば、この期間内に裁判外で権利を行使すればそれによって生じる請求権はそこから一般の消滅時効10年にかかるという（大判昭10・11・9民集14巻1899頁、最判平4・10・20民集46巻7号1129頁）。しかし、このような解釈は法律関係の早期の安定という観点から担保責任の期間を短期にしている民法の趣旨を没却するものであるとの批判があり、学説には、この期間は除斥期間であるとする説、除斥期間でかつ裁判上の請求を要するとする説、消滅時効の時効期間で権利行使の結果として発生する権利もこの時効期間にかかるとする説などの諸説がある。担保責任によって生じる損害賠償請求権にも消滅時効の規定の適用があり，この消滅時効は買主が売買の目的物の引渡しを受けた時から進行すると解するのが相当であるとした判例がある（最判平13・11・27民集55巻6号1311頁）。

#### 数量不足または物の一部滅失の場合
旧565条は数量を指示した売買等の有償契約において、物の数に不足がある場合や一部が滅失しているため、給付義務者（売主）がその部分の権利を相手方（買主）に移転できない場合の担保責任について定めていた。判例には本条は特定物売買にのみ適用があるとするものがある（大判明36・12・9民録9輯1363頁）。
- 代金減額請求権

相手方（買主）は不足分について代金の減額を請求できる（旧565条・563条1項準用）
- 契約解除権

相手方（買主）は残りの部分だけでは不要な場合には契約の解除ができる（旧565条・563条2項準用）。
- 損害賠償請求権

相手方（買主）は、権利の一部が他人の権利であることを知らなかった場合のみ、損害賠償を請求できる（旧565条・563条3項準用）。損害賠償の範囲は信頼利益の範囲であり、履行利益に及ばないとされていた（最判昭57・1・21民集36巻1号71頁）。
- 期間制限

買主が善意であったときは事実を知った時から、悪意であったときは契約の時から、それぞれ1年以内に行使しなければならないとされていた（旧565条・564条準用）。数量不足の場合、ここでいう「事実を知った時」とは数量が不足であることを知った時を指し、数量の不足は知っていたが売主が誰か知りえなかったときには売主を知った時を指した。この期間の性質について議論があることは旧563条の場合と同じである。
- 商法の特則

商人間の売買において、買主はその売買の目的物を受領したときは、遅滞なくその物を検査しなければならず、検査を怠った場合や、あるいは検査により数量不足を発見したときは、直ちに売主に対してその旨の通知をしなければ、数量不足を理由とした担保責任の追及はできない（商法526条）。

#### 用益権の負担がある場合
旧566条は売買等の有償契約の目的物が、他の占有を伴う物権（地上権・永小作権・地役権・留置権・質権）や登記をした賃借権の目的となっているため（同条第1項）、あるいは売買の目的である不動産のために存すると称した地役権が存しなかった、または、その不動産について登記をした賃貸借があったため（同条第2項）に、善意の買主が契約の目的を達成できない場合の担保責任について定めていた。第1項にいう「登記をした賃貸借」とは対抗力ある賃貸借を指し、借地借家法・農地法など特別法の規定により登記以外の方法で対抗力を備えている賃貸借においても担保責任を生じる（罹災都市借地借家臨時処理法による賃貸借につき最判昭32・12・21民集11巻13号2131頁を参照）。悪意の相手方（買主）は用益権による利用制限を予期しえた立場にあるため担保責任を追及できない。なお、厳密には上の第2項の場合は利用権が制限されているわけではない点で第1項の場合とは異なるが、責任の類型としては利用権が制限されている場合と同視しうることから1項が準用されていた。
- 契約解除権

相手方（買主）は契約の解除ができる（旧566条1項前段・2項）。
- 損害賠償請求権

損害賠償を請求できる（旧566条1項後段・2項）。
- 代金減額請求権の問題

用益権の負担がある場合の担保責任については、用益の制限による減価分を比例的に算出することは困難なため代金減額請求権は認められていない。なお、法律上の瑕疵について瑕疵担保責任ではなく本条によるべきとする説があった。
- 期間制限

相手方（買主）が事実を知った時から1年以内に行使しなければならない（判例として最判平4・10・20民集46巻7号1129頁参照）。判例によれば、この1年の期間制限は除斥期間を規定したものと解すべきであり、この損害賠償請求権を保存するには、売主の担保責任を問う意思を裁判外で明確に告げることをもって足り、裁判上の権利行使をするまでの必要はないとしていた。

#### 担保権の負担がある場合
旧567条は売買等の有償契約の目的物が、他の占有を伴わない担保物権（先取特権・抵当権）の目的となっているため、その実行により相手方（買主）が権利を失った場合の担保責任について定めていた。法文上は先取特権と抵当権が挙げられているが、質権や仮登記担保権が設定されていた場合も含まれる。この類型では担保権の行使により買主がその所有権を失ったことが要件とされるが、これは担保権が設定されているだけでは直ちに不利益を生じるものではないためとされる。なお、本来的に売主は債務履行によって担保権の負担を消滅させ買主の所有権を保全すべきものであること、被担保債務の弁済は相手方が悪意の場合にも当然に予期していたはずであること、悪意でも担保権が実行されない限り用益の妨げにはならないことから旧567条の担保責任には原則として善意・悪意の区別はない。
- 契約解除権

相手方（買主）は契約の解除ができる（旧567条1項）。
- 費用償還請求権

担保権実行により所有権を失うことを防ぐために買主が費用を支出した場合は、買主は費用の償還請求を請求できる（旧567条2項）。
- 損害賠償請求権

相手方（買主）は損害賠償を請求できる（旧567条3項）。
- 期間制限の問題

早期に迅速な処理が必要とされないこともあり期間制限については特に定められていなかった。

### 物の瑕疵についての責任（瑕疵担保責任）
旧570条は「売買の目的物に隠れた瑕疵があったときは、第566条の規定を準用する。ただし、強制競売の場合は、この限りでない。」と定めていた。

#### 隠れた瑕疵
- 「瑕疵」の意義

旧570条にいう「瑕疵」とは取引通念からみてこの種の物が通常であれば有するべき品質・性状を有さず目的物に欠陥が存在することをいう。契約の趣旨から個別的に判断されるが、契約時に給付義務者が見本や広告などで一定の（特殊の）品質・性状を保証した場合（見本売買・広告売買等）にはそれを標準とし、その表示された品質・性状に至らない場合には瑕疵となる（大判大15・5・24民集5巻433頁）。
- 法律上の瑕疵

瑕疵には物理的瑕疵と法律的瑕疵（法律上の障害）が考えられるが、後者が旧570条の瑕疵にあたるかについては議論があり、判例は一貫して旧570条を適用しこれを肯定するが（宅地造成目的で売買された山林が森林法上の保安林であった事例につき最判昭56・9・8判時1019号73頁）、多数説は瑕疵担保責任として扱うと強制競売の場合に担保責任を認められなくなり（旧570条但書参照）不均衡を生じるとして法律上の障害には旧566条を類推適用して処理されるべきとしていた。
- 「隠れた」の意義

旧570条にいう「隠れた」とは、相手方が取引上において一般的に要求される程度の注意をもって発見できないことであり、その瑕疵について善意・無過失であることをいう（通説・判例）。
- 瑕疵の存在時期

瑕疵の存在時期については瑕疵契約時存在必要説（法定責任説の立場。契約締結時に存在する原始的瑕疵であることが必要で、締結後の瑕疵は債務不履行の問題とする）、瑕疵契約時存在不要説（契約責任説の立場。原始的瑕疵であることは不要とする）、危険移転時説（危険負担的減額請求権説の立場。危険移転時を基準とする）があり、この点については学説によって見解が分かれていた。判例は瑕疵が契約時に存在することは不要であるとしていた（大判昭8・1・14民集12巻71頁）。
- 善意・過失の問題

瑕疵担保責任を追及しうる買主は善意者に限定されるが、過失がある場合については学説により見解が分かれていた。判例は無過失であることを必要とし（大判大13・6・23、最判昭41・4・14）、買主の悪意・過失の立証責任は売主が負うとしていた（大判昭5・4・16）。

#### 責任の内容
- 損害賠償請求権（旧570条・566条1項後段）

損害賠償の範囲については、信頼利益説（法定責任説の立場。原則として信頼利益の範囲で、売主に過失がある場合に履行利益に及ぶ）、履行利益説（契約責任説・債務不履行責任説の立場。原則として履行利益に及ぶ）、対価的制限説（危険負担的減額請求権説の立場。代金額の範囲に限定される）があり対立していた。
- 契約解除権（旧570条・566条1項前段）

給付が数量的に可分である場合には一部のみの解除も認められるとしていた。
- 代金減額請求権の問題

危険負担的減額請求権説においてはこれを認めるが、減額の範囲の算定は困難であるとして多数説・判例はこれを否定していた（最判昭29・1・22民集8巻1号198頁）。
- 期間制限

旧566条が準用される結果、契約解除権・損害賠償請求権は、相手方（買主）が事実を知った時から一年以内に行使しなければならないとされ、これらの権利については目的物引渡しを受けたときから10年の消滅時効にかかるとされていた（旧167条第1項）。

### 担保責任の法的性質をめぐる議論
担保責任の法的性質を巡っては、法定責任説、契約責任説（債務不履行責任説）、危険負担的減額請求権説が対立していた。担保責任の法的性質の問題は理論上は担保責任一般に共通するものであるが、特に物の瑕疵担保責任をめぐって議論された。この問題の核心は、売主に瑕疵のない物の給付義務を認めることができるかどうかにあった。

#### 法定責任説
瑕疵担保責任の規定は特定物売買にのみ適用があり不特定物売買には適用はないとする。損害賠償の範囲は原則として信頼利益の範囲であるとする。法定責任説は歴史的沿革という点において忠実な解釈であるとされる。
- 理論構成

不特定売買において瑕疵ある目的物が給付された場合、債務の本旨の履行とはいえず、売主に対して不完全履行による債務不履行責任を追及しうる。これに対し、特定物売買においては売買の目的物には代替性がなく、瑕疵のない特定物が存在しない以上、売主はその目的物を給付すれば債務の履行となり売主の給付義務は消滅するため債務不履行責任を追及する余地もなくなる。しかし、これでは売買代金を支払った買主は予定の品質・性状の物の給付を受けられないことになり不公平な結果となることから、特定物売買における買主保護のために法律（民法）によって売主に対して特に定めた責任が担保責任であるとする。
- 法定責任説の帰結と問題点[76][78][79]

1. 特定物売買については瑕疵担保責任により無過失責任になるのに対し、不特定物売買については通常の債務不履行責任により過失責任となる。
2. 特定物売買については買主の完全履行請求権（瑕疵修補請求）が認められないのに対し、不特定物売買では一般の債務不履行責任としての完全履行請求権（瑕疵修補請求）が認められる。
この点については、信義則あるいは取引慣行から認めうるとする学説がある[79]。
3. 特定物売買については瑕疵担保責任により損害賠償の範囲は原則として信頼利益の限度となるが、不特定物売買の場合には債務不履行責任であり履行利益を含む損害一般に及ぶ。
この点については、売主に過失がある場合には履行利益の範囲に及ぶものと解されている[80]。
4. 特定物売買においては契約の解除に催告は不要であるのに対し（570条・566条1項）、不特定物売買では原則として契約の解除に催告を要する（541条）。
5. 特定物売買の場合の責任は瑕疵担保責任で1年なのに対し、不特定物売買の場合の責任は債務不履行責任であり10年ということになる。
この点については、通常の経済取引において品質の瑕疵を10年間も主張しうるというのは長すぎるとの批判がある[81]。そのため、不特定物売買の場合の債務不履行責任が10年となる点については、信義則あるいは566条3項あるいは548条を類推適用して縮減すべきとみる学説がある[79]。

#### 契約責任説（債務不履行責任説）
瑕疵担保責任の規定は特定物売買か不特定物売買かを問わず適用があり、いずれの場合も無過失責任となる。損害賠償の範囲は信頼利益に限定する必要はなく履行利益に及ぶ。契約責任説は起草時の趣旨、また、国際統一売買法などの国際的潮流にも合致する解釈であるとされる。
- 理論構成

瑕疵担保責任は債務不履行責任の一種であると解する。目的物に原始的瑕疵が存在しても契約全体が有効であるとし、特定物売買か不特定物売買かを問わず本来的に売主には完全な目的物を給付する義務があるとみるべきで（売主の性状確保義務。特定物売買においても瑕疵のある目的物の給付を債務の履行とみるべきでない）、売主は基本的には担保責任を負い補充的に債務不履行責任を負うと解する。なお、契約責任説について瑕疵担保責任は債務不履行責任の特則であるとみる立場であると説かれることもがあるが、瑕疵担保責任の適用により債務不履行責任の規定の適用が排斥されるとみるわけではないから「特則」の用語は不適当との指摘がある。
- 契約責任説の帰結と問題点[85]

1. 瑕疵担保責任が無過失責任とされる理由づけ
損害賠償の一般原則は過失責任であり無過失責任を広く認めるべきではない（無過失の売主に帰責事由のある売主と同等の賠償請求を認めうることになり疑問）とする点が挙げられている[80]。この点については帰責事由の有無により範囲を画する学説があり、また、そもそも瑕疵担保責任は無過失責任ではないとみる学説もある[86]。
2. 瑕疵担保責任の期間が1年なのに対し、債務不履行責任に基づく完全履行請求権は10年ということになる。
3. 不特定物売買で瑕疵ある給付があった場合の瑕疵担保責任と債務不履行責任の関係
4. 特定物売買において常に瑕疵のない目的物の給付義務というものが観念しうるのかという問題
5. 特定物売買で瑕疵担保責任と債務不履行責任が併存する場合の問題

#### 危険負担的減額請求権説
瑕疵担保責任の規定は瑕疵がある場合の代金と不均衡を考慮した規定であり、損害賠償の範囲は買主が負担した対価の範囲（代金の範囲）を限度とする。この危険負担的減額請求権説に対しては、契約責任説と同様に性状確保義務を履行義務に取り込む結果として原始的瑕疵と後発的瑕疵とを混同する結果となっており、また、日本法において損害賠償の範囲を代金額に限る必要はないという点が問題とされる。

#### 判例
判例については時代により変化しているとされ、個別の判例に対する理解についても学説により異なっていた。
- 瑕疵担保責任と債務不履行の関係[89]

570条の適用範囲につき不特定物売買においては債務不履行の問題のみを生じるのが本来の法意であるとした上で、買主が瑕疵のある目的物を履行として受領した場合には事後は瑕疵担保責任の適用を排斥すべきでないとした（大判大14・3・13民集4巻217頁）。また、不特定物売買の目的物に瑕疵があった場合に、いったん買主がこれを履行として受領した以上は、債務不履行責任による完全履行請求権を行使することはできないとした（大判昭3・12・12民集7巻1071頁）。ただ、ここでいう受領は買主が瑕疵の存在を認識しながら履行として認容した上で受領することであるとし、買主は目的物の引渡しを履行として認容した場合でない限り売主の債務不履行責任を問うことができるとする（最判昭36・12・15民集15巻11号2852頁）。

### 特別法上の特則
現行法の節を参照。

### 強制競売における担保責任
現行法の節を参照。

### 債権の売主の担保責任
現行法の節を参照。

### 各種契約と担保責任
現行法の節を参照。